# Tresses
Tresses is een gemeente in het Franse departement Gironde (regio Nouvelle-Aquitaine). De plaats maakt deel uit van het arrondissement Bordeaux. Tresses telde op 1 januari 2022 5.188 inwoners.

## Geografie
De oppervlakte van Tresses bedroeg op 1 januari 2022 11,54 vierkante kilometer; de bevolkingsdichtheid was toen 449,6 inwoners per km².

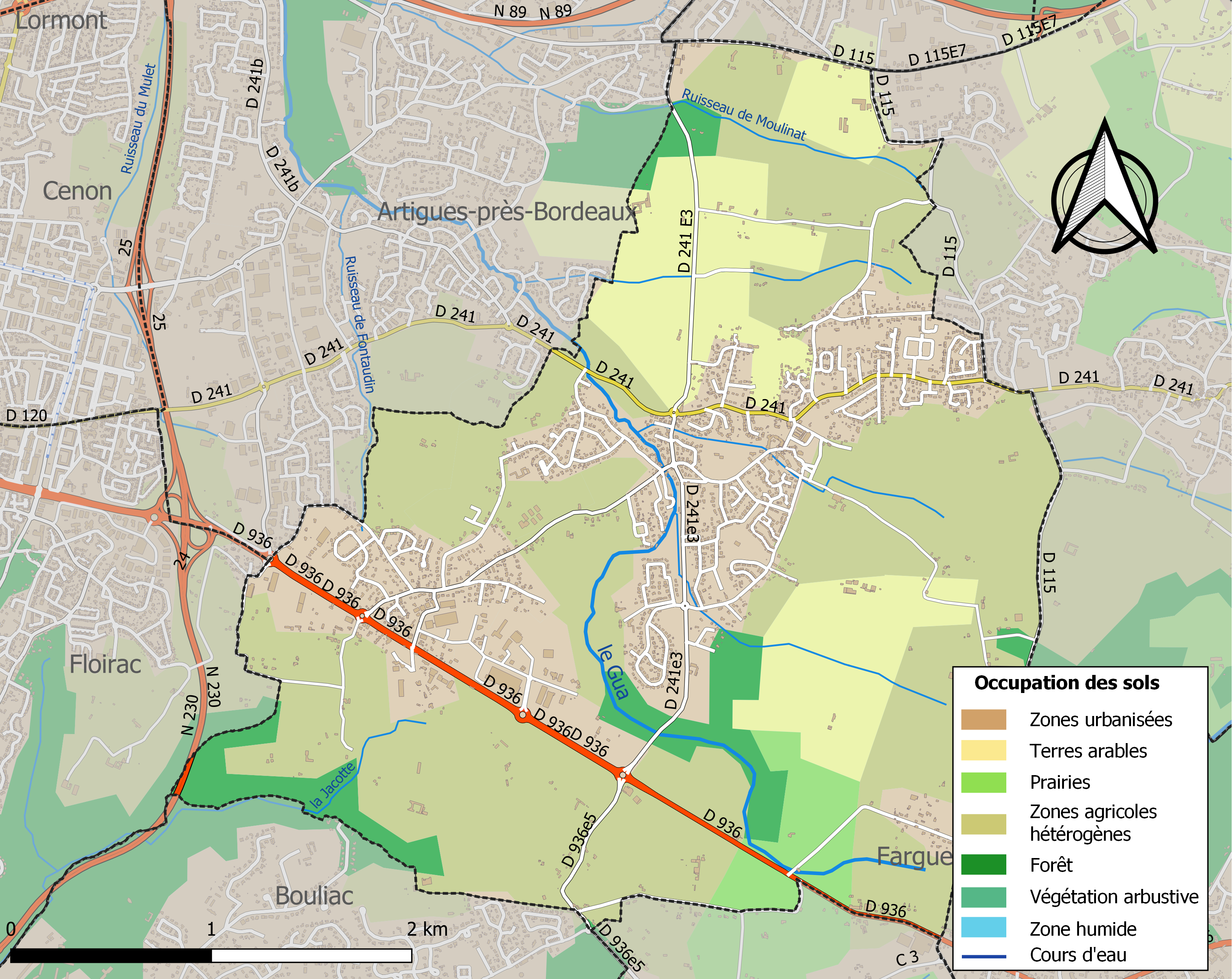
Kaart van de gemeente met belangrijkste infrastructuur, bodemgebruik en omliggende gemeenten

## Demografie
Onderstaande figuur toont het verloop van het inwonertal (bron: INSEE-tellingen).